# Сюртівська сільська територіальна громада
Сюртівська сільська громада — територіальна громада в Україні, в Ужгородському районі Закарпатської області. Адміністративний центр — село Сюрте. 
Площа громади —  км², населення —  мешканців (2020).

## Історія
Утворена 12 червня 2020 року шляхом об'єднання Сюртівської, Великогеєвецької, Галоцької, Паладь-Комарівецької, Ратівецької, Тийгласької і Часлівецької сільських рад Ужгородського району.
21 листопада 2020 року новообрані депутати територіальної громади під проводом Арпада Пушкаря одразу після присяги виконали хором гімн Угорщини.

## Населені пункти
У складі громади 12 сіл:
- с. Сюрте
- с. Великі Геївці
- с. Малі Геївці
- с. Руські Геївці
- с. Галоч
- с. Батфа
- с. Палло
- с. Паладь-Комарівці
- с. Малі Селменці
- с. Ратівці
- с. Тийглаш
- с. Часлівці

## Старостинські округи
- №1 Великогеєвецький
- №2 Ратівецький
- №3 Паладь-Комарівецький
- №4 Галоцький
- №5 Часлівецький